# Plaza Patriarca Eutimio
La plaza Patriarca Eutimio o (en búlgaro: площад "Патриарх Евтимий") más popularmente conocido como Popa (Попа, "el presbítero"), es una pequeña plaza urbana y una concurrida intersección en el centro de Sofía, capital de Bulgaria. La plaza lleva el nombre de Eutimio de Tarnovo, patriarca de Bulgaria desde 1375 hasta 1393 y una de las figuras más importantes de la Bulgaria medieval, un monumento a Eutimio realizado por el escultor Marko Markov adorna la plaza desde 1939. La plaza Patriarca Eutimio está situada en el cruce de la calle peatonal de Graf Ignatiev, el bulevar Vasil Levski y el bulevar Patriarca Eutimio. Debido a su ubicación central, entre la Universidad de Sofía y Orlov más hacia el este y el Palacio Nacional de la Cultura, al oeste, es un punto de encuentro muy popular, especialmente para los adolescentes y adultos jóvenes. La plaza está muy bien comunicada con muchas partes de Sofía a través del tranvía cercano, el trolebús y por autobús, muchos taxis de la red marshrutka también pasan cerca de la plaza.